# Куба на летних Олимпийских играх 1972
Куба принимала участие в Летних Олимпийских играх 1972 года в Мюнхен (ФРГ) в одиннадцатый раз за свою историю, и завоевала четыре бронзовые, одну серебряную и три золотые медали. Сборная страны состояла из 137 спортсменов (109 мужчин, 28 женщин).

## Медалисты
| Медаль  | Спортсмен | Вид спорта      | Дисциплина                |
| ------- | --- | --------------- | ------------------------- |
| Золото  | Орландо Мартинес | Бокс            | Мужчины, до 54 кг         |
| Золото  | Эмилио Корреа | Бокс            | Мужчины, до 67 кг         |
| Золото  | Теофило Стивенсон | Бокс            | Мужчины, свыше 81 кг      |
| Серебро | Хильберто Каррильо | Бокс            | Мужчины, до 81 кг         |
| Бронза  | Дуглас Родригес | Бокс            | Мужчины, до 51 кг         |
| Бронза  | Сильвия Чивас | Лёгкая атлетика | Женщины, 100 м            |
| Бронза  | Сильвия Чивас Марлена Элехарде Фульхенсия Ромай Кармен Вальдес | Лёгкая атлетика | Женщины, эстафета 4×100 м |
| Бронза  | Хуан Домеск Руперто Эрерра Хуан Рока Педро Чаппе Мигель Альварес Посо Рафаэль Канисарес Конрадо Перес Мигель Кальдерон Томас Эрерра Оскар Варона Алехандро Урхеллес Франклин Стандарт | Баскетбол       | Мужчины                   |